# Maxim Alexejewitsch Kolobow
Maxim Alexejewitsch Kolobow (russisch Максим Алексеевич Колобов, englisch Maksim Kolobov, wiss. Transliteration Maksim Alekseevič Kolobov; geboren am 10. April 2002) ist ein russischer Skispringer.

## Werdegang
Maxim Kolobow trat ab Ende 2019 in ersten internationalen Wettbewerben unter dem Dach der Fédération Internationale de Ski, unter anderem dem FIS Cup, in Erscheinung. Am 22. Februar 2020 gab er im italienischen Val di Fiemme mit einem 36. Platz im Einzelspringen von der Normalschanze sein Debüt im Skisprung-Continental-Cup der Saison 2019/20. Wenige Wochen später nahm er an den Nordischen Junioren-Skiweltmeisterschaften 2020 in Oberwiesenthal teil. Dort sprang er im Einzelwettkampf von der Normalschanze auf den 26. Platz. Im ebenfalls von der Normalschanze ausgetragenen Teamspringen erreichte er an der Seite von Alexander Loginow, Danil Sadrejew und Ilja Mankow den sechsten Rang.
Im Winter 2020/21 gewann er am 19. Dezember 2020 im finnischen Kuusamo mit einem 26. sowie einem 22. Platz seine ersten Wertungspunkte im Continental Cup. Bei den Nordischen Junioren-Skiweltmeisterschaften 2021 in Lahti wurde er im Einzelwettkampf wegen eines nicht regelkonformen Sprunganzuges disqualifiziert und gewann im Teamwettkampf, dieses Mal gemeinsam mit Ilja Mankow, Danil Sadrejew und Michail Purtow, die Bronzemedaille. Am Ende der Skisprung-Saison 2020/21 versuchte er sich beim Skifliegen im slowenischen Planica erstmals an der Qualifikation für einen Wettbewerb im Skisprung-Weltcup, die er als 66. jedoch verpasste.
Bei einem Wettkampf in Tschaikowski debütierte Kolobow im Sommer 2021 im Skisprung-Grand-Prix. Mit dem 30. Rang erzielte er auf Anhieb seinen ersten Wertungspunkt in dieser Wettbewerbsserie, verpasste jedoch eine bessere Platzierung, nachdem er vor dem zweiten Sprung wiederum wegen seines Sprunganzuges disqualifiziert worden war.

## Statistik

### Grand-Prix-Platzierungen
| Saison | Platz | Punkte |
| ------ | ----- | ------ |
| 2021   | 091.  | 0001   |

### Continental-Cup-Platzierungen
| Saison  | Sommer | Sommer | Winter | Winter | Gesamt | Gesamt |
| Saison  | Platz  | Punkte | Platz  | Punkte | Platz  | Punkte |
| ------- | ------ | ------ | ------ | ------ | ------ | ------ |
| 2020/21 | —      | —      | 065.   | 0020   | 071.   | 0020   |
| 2021/22 | —      | —      | 114.   | 0003   | 147.   | 0003   |